# Fantastic'Arts 2000
Le septième festival Fantastic'Arts s'est déroulé du 26 au 30 janvier 2000. Le thématique de cette édition était "Les masques du Diable". Cette édition est la première avec le jury jeunes, composé de 12 lycéens de Lorraine remettant un prix éponyme à un des films en compétition.

## Palmarès
| Prix                            | Attribué à                                                 | Pays       |
| ------------------------------- | ---------------------------------------------------------- | ---------- |
| Grand prix du festival          | Hypnose (Stir of Echoes) de David Koepp                    | États-Unis |
| Prix du jury                    | La Secte sans nom (Los sin nombres) de Jaume Balagueró     | Espagne    |
| Prix de la critique             | La Secte sans nom (Los sin nombres) de Jaume Balagueró     | Espagne    |
| Prix du jury jeunes             | La Secte sans nom (Los sin nombres) de Jaume Balagueró     | Espagne    |
| Prix de la découverte Ciné-Live | La Secte sans nom (Los sin nombres) de Jaume Balagueró     | Espagne    |
| Prix Vidéo                      | Razor Blade Smile de Jake West                             |            |
| Grand prix du court métrage     | L'homme est-il bon ? de Romain Berthomieu                  |            |
| Prix du film publicitaire       | AMD K6 pour l'agence Hill Holiday                          |            |
| Prix du vidéo clip fantastique  | Aphex Twin pour Come to Daddy réalisé par Chris Cunningham |            |
| Prix littéraire                 | Les Mémoires de l'Homme-Éléphant de Xavier Mauméjean       |            |
| Prix du jeu vidéo               | Silent Hill (Konami pour Playstation)                      |            |

## Films en compétition
- Cut de Kimble Rendall ( Australie,  Allemagne,  Royaume-Uni)
- Hypnose (Stir of Echoes) de David Koepp ( États-Unis)
- Hypnosis (催眠?, Saimin) de Masayuki Ochiai ( Japon)
- Possessed (Besat) de  Anders Rønnow Klarlund ( Danemark,  Roumanie)
- Ring (リング, Ringu?) de Hideo Nakata ( Japon)
- La Secte sans nom (Los sin nombre) de Jaume Balagueró ( Espagne)
- Spriggan de Hirotsugu Kawasaki ( Japon)

## Courts métrages en compétition
- Brushing Sue Helen de Hervé Prat ( France)
- De la confiture aux cochons de Fréderic Jolfre ( France)
- Fausticide de Dimitri Grimblat ( France)
- La choisie de Laurent Vayriot ( France)
- La visite de Éric Lathière ( France)
- Le complexe d’adam de Stéphane Kazadi ( France)
- Le puits de Jérôme Boulbès ( France)
- L’homme est-il bon? de Romain Berthomieu ( France)
- Scalp de Patrick Bagot ( France)
- Vestiaire obligatoire de Bertrand Stephant-Andrew ( France)

## Films hors-compétition
- La Nuit des chauves-souris (Bats) de Louis Morneau ( États-Unis)
- Christina's House de Gavin Wilding ( Canada)
- Heavy Metal 2000 (Heavy Metal FAKK2) de Michael Coldewey et  Michel Lemire ( Canada,  Allemagne)
- Kolobos de  Daniel Liatowitsch et David Todd Ocvirk ( États-Unis)
- La Maison de l'horreur (House on Haunted Hill) de William Malone ( États-Unis)
- Mars à table ! (Top of the food chain) de John Paizs ( Canada)
- Le Phare de l'angoisse (Lighthouse) de Simon Hunter ( Royaume-Uni)
- Carnivale de Deane Taylor ( Irlande,  France) (séance enfants)
- Furia de Alexandre Aja ( France)
- Sleepy Hollow de Tim Burton ( États-Unis) (séance surprise)

### Rétrospective "Le Diable est de retour"
- Angel Heart - Aux portes de l'enfer (Angel heart) de Alan Parker
- L'Associé du diable (The Devil's Advocate) de Taylor Hackford
- L'Exorciste (The Exorcist) de William Friedkin
- Rosemary's Baby de Roman Polanski
- Répulsion de Roman Polanski ( Royaume-Uni)
- Incubus de Leslie Stevens ( États-Unis)
- La malédiction (The Omen) de Richard Donner ( Royaume-Uni /  États-Unis)
- Inferno de Dario Argento ( Italie)
- Les sorcières d’Eastwick (The Witches of Eastwick) de George Miller ( États-Unis)
- Le Jour de la bête (El día de la Bestia) de Álex de la Iglesia ( Espagne)
- Le témoin du mal (Fallen) de Gregory Hoblit ( États-Unis)

## Inédits vidéos
- La Nuit des vampires (Nattens engel) de Shaky González ( Danemark)
- Petits cauchemars entre amis (Campfire Tales) de David Semel, Matt Cooper et Martin Kunert ( États-Unis)
- Razor Blade Smile de Jake West ( Royaume-Uni)
- La Tempête du siècle (Storm of the Century) de Craig R. Baxley ( Canada,  États-Unis)
- Strangeland de John Pieplow ( États-Unis)

## Jeux vidéos
- House of the Dead 2
- Shadow Man
- Castlevania 64
- Dino Crisis
- Final Fantasy VIII
- Silent Hilll
- Alien versus Predator
- Dracula Resurrection
- Faust
- Nocturne

## Jury

### Jury longs métrages
Président du jury : Michael York
- Philippe Caza
- Clotilde Courau
- Thierry Frémont
- Gina Gershon
- Arnaud Giovaninetti
- Pierre Mondy
- Benoît Poelvoorde
- Bruno Solo

### Jury courts métrages
Président du jury : Christian Charmetant
- Marion Cotillard
- Lou Doillon
- Frédéric Diefenthal
- Olivier Megaton

### Jury clips vidéos
Président du jury : Boris Bergman
- Faudel
- Lââm
- Maïdi Roth
- Franck Pilant

### Jury films publicitaires
Président du jury : Gérard Pirès
- Patrick Bouchitey
- Vladimir Donn
- Daniel Dauchy
- Hervé Hiolle
- Jacques Monnet

## Colloque "Les Masques du Diable"
Le colloque devait être initialement animé par Jean-Michel Di Falco, alors évêque auxiliaire de Paris, mais celui-ci a été empêché et le colloque a donc été animé par Paul-Georges Sansonetti, ancien professeur à la Sorbonne et spécialiste de l'histoire des mythes.
Animateur : Paul-Georges Sansonetti (spécialiste de l'histoire des mythes)
- Daniel Dahan (Grand Rabbin de Nancy)
- Hans-Christoph Askani (professeur de dogmatique à l'Institut de Théologie Protestante de Paris)
- Charles Melman (psychanalyste)